# Список объектов всемирного наследия ЮНЕСКО в Сенегале
В списке Всеми́рного насле́дия ЮНЕ́СКО в Сенегале значится 7 наименований (на 2013 год), это составляет 0,6 % от общего числа (1223 на 2024 год). Из них 5 объектов включены в список по культурным критериям, 2 — по природным критериям. Кроме этого, по состоянию на 2017 год, 8 объектов на территории Сенегала находятся в числе кандидатов на включение в список всемирного наследия ЮНЕСКО.

## Список
В данной таблице объекты расположены в хронологическом порядке их добавления в список всемирного наследия ЮНЕСКО.
| # | Изображение | Название | Местоположение   | Время создания | Год внесения в список | №    | Критерии     |
| - | ----------- | --- | ---------------- | -------------- | --------------------- | ---- | ------------ |
| 1 |             | Остров Горе (англ. Island of Gorée)                                                                                            | Регион: Дакар    | 15 век         | 1979                  | 26   | (vi)         |
| 2 |             | Национальный парк Ниоколо-Коба (англ. Niokolo-Koba National Park)                                                              | Регионы: Кедугу  | —              | 1981                  | 153  | (x)          |
| 3 |             | Орнитологический резерват Джудж (англ. Djoudj National Bird Sanctuary)                                                         | Регионы: Сен-Луи | —              | 1981                  | 25   | (vii)(x)     |
| 4 |             | Город-остров Сен-Луи (англ. Island of Saint-Louis)                                                                             | Регионы: Сен-Луи | 17 век         | 2000                  | 956  | (ii)(iv)     |
| 5 |             | Кольца камней-мегалитов в Сенегамбии (англ. Stone Circles of Senegambia)                                                       | Регионы: Каолак  | —              | 2006                  | 1226 | (i)(iii)     |
| 6 |             | Дельта реки Салум (англ. Saloum Delta)                                                                                         | Регионы: Фатик   | —              | 2011                  | 1359 | (iii)(iv)(v) |
| 7 |             | Земли бассари: культурные ландшафты бассари, фула и бедик (англ. Bassari Country: Bassari, Fula and Bedik Cultural Landscapes) | Регионы: Кедугу  | —              | 2012                  | 1407 | (iii)(v)(vi) |

## Предварительный список
В таблице объекты расположены в порядке их добавления в предварительный список. В данном списке указаны объекты, предложенные правительством Сенегала в качестве кандидатов на занесение в список всемирного наследия.
| # | Изображение | Название | Местоположение                      | Время создания | Год внесения в список | №    | Критерии |
| - | ----------- | --- | ----------------------------------- | -------------- | --------------------- | ---- | -------- |
| 1 |             | Сельская архитектура Нижнего Казаманса (фр. Architecture rurale de Basse-Casamance : Les cases à impluvium du royaume Bandial) | Регион: Зигиншор                    |                | 2005                  | 2076 | —        |
| 2 |             | Объекты, связанные с авиакомпанией Aéropostale (фр. L'Aéropostale )                                                            | Города: Дакар, Сен-Луи              | XX век         | 2005                  | 2072 | —        |
| 3 |             | Остров Карабан (фр. L'île de Carabane)                                                                                         | Регион: Зигиншор                    | —              | 2005                  | 2075 | —        |
| 4 |             | Озеро Ретба (фр. Le Lac Rose)                                                                                                  | Регион: Дакар                       | —              | 2005                  | 2080 | —        |
| 5 |             | Старый Рюфиск (фр. Le Vieux Rufisque)                                                                                          | Регион: Дакар                       | С XVI века     | 2005                  | 2081 | —        |
| 6 |             | Порты на реке Сенегал (фр. Les Escales du Fleuve Sénégal)                                                                      | Регионы: Сен-Луи, Матам, Тамбакунда |                | 2005                  | 2078 | —        |
| 7 |             | Тумулус в Тхикене (фр. Les tumulus de Cekeen)                                                                                  | Регионы: Диурбель                   |                | 2005                  | 2079 | —        |
| 8 |             | Национальный парк Острова Мадлен (фр. Parc National des îles de la Madeleine )                                                 | Регионы: Дакар                      | —              | 2005                  | 2077 | —        |